# Колеграмоле Казе Нуове (Фиренца)
Колеграмоле Казе Нуове је насеље у Италији у округу Фиренца, региону Тоскана.
Према процени из 2011. у насељу је живело 88 становника. Насеље се налази на надморској висини од 187 м.